# Seada Nourhussen
Seada Nourhussen (Gondar (Ethiopië), 1978) is een Nederlands schrijver, journalist en opiniemaker. Sinds februari 2018 is zij hoofdredacteur en sinds 2021 licentiehouder van OneWorld.

## Leven en werk
Nourhussens vader was lid van een oppositiepartij die zich verzette tegen het bewind van Mengistu Haile Mariam. Voor haar geboorte vluchtte hij naar Nederland, zijn gezin volgde drie jaar later.
Nourhussen ging naar het Wagenings lyceum en de School voor Journalistiek. Zij was redacteur bij de Volkskrant en schreef voor de cultuurredactie van Elsevier. In 2006 werd ze binnenlandverslaggever en daarna Afrikaredacteur van Trouw. Vanaf 2016 schreef zij daarnaast voor Trouw eens in de twee weken een column, waarin ze zich bezighield met de eenzijdige beeldvorming van Afrika en later ook met racisme in Nederland. Aanvankelijk bleef ze deze columns schrijven toen ze hoofdredacteur werd van OneWorld.
In november 2018 gaf ze haar column op, omdat ze zich door de hoofdredactie van Trouw niet beschermd voelde na de vele racistische reacties en dreigementen. Hoofdredacteur Cees van der Laan schreef  in een reactie dat Nourhussen en andere opiniemakers met een andere huidskleur hard nodig zijn in het debat over de vraag hoe oud- en nieuwkomers zich tot elkaar moeten verhouden. Ruim negentig journalisten en opiniemakers verklaarden zich in een open brief in de NRC solidair met Seada Nourhussen en Clarice Gargard, die aangifte deed van bedreigingen. Zelf gaf Nourhussen een dag later in een artikel in OneWorld aan dat de voornaamste reden voor haar vertrek was dat ze vanuit de redactie en de ombudsman van Trouw te weinig bewustzijn voelde voor haar kwetsbare positie als zwarte, vrouwelijke opiniemaker.
Naar aanleiding van Nourhussens vertrek bij Trouw pleitte Thomas Bruning van journalistenvakbond Nederlandse Vereniging van Journalisten (NVJ) voor betere bescherming van journalisten tegen racistische en bedreigende reacties op hun artikelen.